# Мателли, Тони
Тони Мателли (1971, Чикаго, США) — американский скульптор, известный своими концептуальными работами, по-новому трактующими традиции гиперреализма в современном искусстве. Живет и работает в Нью-Йорке.

## Образование
Получил степень бакалавра изящных искусств в Институте искусства и дизайна г. Милуоки (США) и степень магистра изящных искусств в Академии искусств г. Кранбрук (Канада). На ранних этапах этапах карьеры работал ассистентом в студии Джеффа Кунса.

## Творчество
Используя такие материалы, как бронза, бетон, силикон, художник создает фигуративные анти-монументы, интригующие своей простотой, тонкой иронией, визуальной и концептуальной выразительностью. Его работы - это понятные, узнаваемые предметы, преподнесенные в неожиданной манере, - позволяют зрителю взглянуть на привычные объекты с неожиданной стороны.
В смелых образах Мателли содержится внутренний протест против многочисленных социальных табу, иллюзии защищенности, угнетающей естественную природу человека. Изучая актуальные проблемы современности, Мателли акцентирует внимание на часто скрываемом внутреннем одиночестве. Вовлекая зрителя в психологический эксперимент, порой выходящий за рамки корректности и социальных устоев, работы Мателли побуждают пересмотреть отношение к условным границам и доминирующим устоям современного общества. 

Самая знаменитая работа Мателли — Sleepwalker (2014), представляет собой выполненную из силикона, реалистичную фигуру бродящего во сне полу-обнаженного мужчины. Впервые скульптура была установлена на территории женского колледжа Уэллсли в честь открытия выставки в Музее Уэллсли Дэвиса. Реакция публики на скульптуру была сравнима с ажиотажем вокруг статуи Энтони Гормли, размещенной на краю крыши Эмпайр-Стейт Билдинг и вызвавшей панику среди очевидцев, спутавших её с прыгуном-самоубийцей. Студенты колледжа утверждали, что скульптура Мателли вызывала у них чувство опасения и гнева, рождая ассоциации с угрозой сексуального насилия. Второй дебют работы состоялся в 2016 году в Нью-Йоркском Хай-Лайн парке. На этот раз прославленная скульптура была встречена с триумфом. Окруженная нескончаемым потоком туристов, стремившихся сделать фото со знаменитой работой, Sleepwalker за два года превратился в звезду социальных сетей и любимца публики.
"Я хотел сделать скульптуру, которая передавала бы ощущение двойственности, которое я испытывал в тот период своей жизни. Нечто, что ощущалось бы как пребывание в двух мирах и передавало бы чувство неуместности, потерянности и уязвимости. Фигура лунатика идеально воплощает эти идеи." - Тони Мателли
Одними из самых заметных работ художника стали объекты из серии Weed, выполненные из окрашенной вручную бронзы и представляющие собой натуралистичные копии растений, «прорастающих» из щелей между стенами и полом. Представленные в минималистичном выставочном пространстве, они олицетворяют жизненную энергию, упорство и противостояние. Воспринимаемые на первый взгляд не как произведения искусства, а как настоящие сорняки, они вызывают удивление и смущение от несоответствия контексту.
“Сорняк – как символ упорства, поражения и триумфа. От них не избавиться, они отбросы и символ жизни одновременно. Это еще одна ода бунту и невостребованности…” – Тони Мателли
В 2015 Мателли создал серию скульптур Garden Sculptures, изображающих античные фигуры из бетона и мрамора, дополненные раскрашенными вручную бронзовыми овощами и фруктами. В этой серии художник сопоставил возвышенное древнее искусство с обыденностью современной культуры, комментируя проблемы современного общества, такие как отчуждение, амбивалентность и декаданс.
Впервые работы Тони Мателли были представлены в Москве в рамках групповой выставки We Can Do It в галерее Гари Татинцяна в 2005 году. Персональные выставки художника также прошли в 2008 и 2009 годах в галерее Гари Татинцяна. Работы из серий Канаты и Сорняки были показаны на групповой выставке Мистификаторы в Государственном центре современного искусства (ГЦСИ) в 2015 году. В 2016 году масштабная инсталляция Fuck#d Couple (2005), вошла в выставку Realisms в Государственном Эрмитаже и в 2020 году в основной проект 8-й Московской международной биеннале современного искусства. 

## Персональные выставки
| 2023 Sleepwalker, Frieze Sculpture 2023, London, UK 2023 Timelines, Maruani Mercier Gallery, Belgium (cat.) 2023 Displacement Map, Andrehn-Schiptjenko, Paris, France 2022 Arrangements, Nino Mier Gallery, LA 2021 The Armory, Maruani Mercier Gallery, NY 2020 Abandon, Andréhn-Schiptjenko, Paris, France 2020 Tony Matelli, Alone Gallery, East Hampton, NY 2019 Andréhn-Schiptjenko, Stockholm, Sweden 2018 Lapses, Pilevneli Gallery, Istanbul, Turkey 2018 Real Estate Fine Art, Brooklyn, NY 2018 I hope all is well…, 500 Capp Street, San Francisco, CA 2017 Past-Life, Marlborough Contemporary, London, United Kingdom 2017 Hera, The Aldrich Contemporary Art Museum, Ridgefield, CT (cat.) 2015 Garden, Marlborough Chelsea, New York, New York 2015 Windows, Marlborough Chelsea Broome St., New York, New York 2014 Tony Matelli, Olaf Bruening, John Miller, Gary Tatintsian Gallery Inc., Moscow, Russia (cat.) 2014 Tony Matelli: New Gravity, The Davis Museum, Wellesley College, Massachusetts (cat.) 2013 Stephane Simoens Contemporary, Knokke, Belgium White Flag Projects, Saint Louis, Missouri 2013 Tony Matelli - A HUMAN ECHO, Bergen Kunstmuseum, Bergen, Norway 2013 Windows, Walls and Mirrors, Green Gallery, Milwaukee, Wisconsin 2012 Tony Matelli: A Human Echo, ARoS Aarhus Kunstmuseum, Aarhus, Denmark | 2012 Echoes, Andréhn-Schiptjenko, Stockholm Sweden 2012 Windows,Walls and Mirrors, Leo Koenig Inc, New York, New York 2011 Tony Matelli: Glass of Water, Kunstraum Bethanien, Berlin, Germany 2011 Tony Matelli, Selestat Bienniale, Selestat, France 2010 The Constant Now, Andréhn-Schiptjenko, Stockholm Sweden 2010 Mise en Abyme, Stephane Simoens Contemporary, Knokke Belgium 2009 Yesterday, Green Gallery, Milwaukee, Wisconsin 2009 The Idiot, Gary Tatintsian Gallery Inc., Moscow, Russia 2009 Life and Times, Galerie Charlotte Moser, Geneva, Switzerland 2009 Abandon, Palais de Tokyo, Paris, France 2008 Survival, Gary Tatintsian Gallery, Inc., Moscow, Russia 2008 Tony Matelli, Uppsala Kunstmuseum, Uppsala, Sweden 2008 The Old Me, Leo Koenig Inc, New York, New York 2008 Self Portraits, with Phillip Akkerman, Stephane Simoens, Knokke, Belgium 2007 New Works, Leo Koenig Inc, New York, New York 2006 Andréhn-Schiptjenko, Stockholm, Sweden 2006 Charlotte Moser Gallery, Geneva, Switzerland 2005 Emmanuel Perrotin Gallery, Paris, France 2005 Abandon, Centre d’Arte Santa Monica, Barcelona, Spain | 2004 Abandon, Kunsthalle Wien, Vienna, Austria (cat.) 2004 Fucked and The Oracle, Kunstraum Dornbirn, Dornbirn, Austria 2003 Andréhn-Schiptjenko, Stockholm, Sweden 2003 Sies & Hoeke Gallery, Dusseldorf, Germany 2002 Emmanuel Perrotin Gallery, Paris, France 2002 Gian Enzo Sperone, Rome 2002 Sperone Jr., Rome, Italy 2002 Bailey Fine Art, Toronto 2001 Leo Koenig Inc., New York, NY 2001 Art Dealers Invitational, Marseilles, France 2000 Sies+ Hoeke Gallery, Dusseldorf, Germany 2000 Ten in One Gallery, NYC 2000 Torch Gallery, Amsterdam, Holland Gallery du Triangle, Bordeaux, France 1999 Abandon, University of Buffalo Art Gallery, New York, NY (cat.) 1999 Andréhn Schiptjenko, Stockholm, Sweden 1999 Basilico Fine Arts, New York, NY 1997 Basilico Fine Arts, New York, NY 1997 Ten in One Gallery, Chicago, IL |

## Избранные публичные коллекции
ARoS Aarhus Kunstmuseum, Aarhus, Denmark
ARKEN Museum of Modern Art, Ishøj, Denmark
Bergen Kunstmuseum, Bergen, Norway
Bonnier Collection, Stockholm, Sweden
CCA Andratx, Majorca, Spain
Cranbrook Art Museum, Cranbrook, MI
CURIOUSLY STRONG Altoids Collection, (New Museum) New York, NY
The Cultural Foundation Ekaterina, Moscow, Russia
The Davis Museum, Wellesley, MA
FLAG Art Foundation, New York, NY
Fundacion La Caixa Madrid, Spain
FRAC Bordeaux, France
Konsthall, Stockholm, Sweden
MIT List Visual Arts Center, Cambridge, MA
Mudam Luxembourg, Luxembourg
Musée d’art Contemporain Montréal, Canada
Museum Ludwig, Cologne, Germany
Museum Voorlinden, Wassenaar, Netherlands
National Centre for Contemporary Arts, Moscow, Russia
Sundsvalls Kommun, Sundsvall, Sweden
Uppsala Konstmusuem, Uppsala, Sweden

## Публикации
Naturally Naked, Галерея Гари Татинцяна, Москва, Россия (2019)
Realisms, Эрмитаж, Санкт-Петербург, Россия (2016)
Figures, Wood Kusaka Studios, США (2015)
Olaf Bruening, Tony Matelli, John Miller, Галерея Гари Татинцяна, Москва, Россия (2014)
New Gravity, Музей Дэвиса, Уэлсли, США (2014)
Tony Matelli: Matthew, Just Use This, White Flag Projects, Сент-Луис, США (2013)
A HUMAN ECHO, Музей АРоС, Орхус, Дания (2012)
Tony Matelli: Glass of Water, Kunstlerhaus Bethanien, Берлин, Германия (2011)
Tony Matelli, Художественный музей Уппсалы, Уппсала, Швеция (2008)
Survival Pt. 1, Галерея Гари Татинцяна, Москва, Россия (2008)
Survival Pt. 2, Галерея Гари Татинцяна, Москва, Россия (2008)
Fucked and Ancient Echo, Центр современного искусства, Цинциннати, США (2007)
Abandon, Венский павильон искусств, Вена, Австрия (2004)
Fucked and the Oracle, Kunstraum Dornbirn, Дорнбирн, Австрия (2004)
Tony Matelli, Leo Koenig, Inc., Нью-Йорк, США (2002)